# Wysokie (Kalinowo)
Wysokie (deutsch Wyssocken, 1938–1945 Waltershöhe) ist ein zur Gemeinde Kalinowo (Kallinowen, 1938 bis 1945 Dreimühlen) zählendes Dorf im nordöstlichen Masuren in der polnischen Woiwodschaft Ermland-Masuren, Powiat Ełcki (Kreis Lyck). 

## Geographische Lage
Wysokie befindet sich sechs Kilometer südwestlich der Ortschaft Kalinowo an der von Ełk nach Augustów führenden Landesstraße 16, 15 Kilometer nordöstlich der Kreisstadt Ełk (Lyck).

## Ortsname
Die Herkunft des Ortsnamens leitet sich von dem masurischen Begriff für deutsch Höhe (oder auch Anhöhe) ab. 

## Geschichte
Wysokie wurde im Jahre 1473 gegründet.
Im Mai 1874 wurde im Zuge einer preußischen Gemeindereform neu ein Amtsbezirk Gollupken (1938 bis 1945 Lübeckfelde, polnisch Golubka) gebildet, der die Gemeinden Gollubien A, Gollubien B, Gollupken, Groß Skomentnen, Klein Skomentnen, Mikolayken, Saborowen, Szczudlen und Wyssocken umfasste. 
Aufgrund der Bestimmungen des Versailler Vertrags stimmte die Bevölkerung im Abstimmungsgebiet Allenstein, zu dem Wyssocken gehörte, am 11. Juli 1920 über die weitere staatliche Zugehörigkeit zu Ostpreußen (und damit zu Deutschland) oder den Anschluss an Polen ab. In Wyssocken stimmten 200 Einwohner für den Verbleib bei Ostpreußen, auf Polen entfiel keine Stimme.
1933 waren in Wyssocken 293 Einwohner verzeichnet. 
Wyssocken wurde am 3. Juni 1938 im Zuge der massiven Eindeutschung von Ortsnamen masurischer, polnischer oder litauischer Herkunft in Waltershöhe umbenannt. Die Umbenennung folgte der deutschen Übersetzung des Wortes wysockie in Höhe in Verbindung mit dem Namen Walter davor. 1938 wurde durch analoge Umbenennung aus dem Amtsbezirk Gollupken der „Amtsbezirk Lübeckfelde“, der dann die sieben Gemeinden neueren Namens Georgsfelde, Gollen, Lübeckfelde, Reichenwalde (Ostpr.), Skomanten, Thomken und Waltershöhe umfasste. 
1939 hatte Waltershöhe (Wyssocken) nur noch 261 Einwohner.
Die Bürgermeister der Gemeinde vor 1945 stellte über lange Zeit eine Gutsbesitzerfamilie namens Piotrowski, die dort 41 Hektar Land besaß.
Nach Ende des Zweiten Weltkrieges 1945 fiel das zum Deutschen Reich (Ostpreußen) gehörende Waltershöhe (Wyssocken) an Polen. Die ansässige deutsche Bevölkerung wurde, soweit sie nicht geflüchtet war, nach 1945 größtenteils vertrieben und neben der angestammten masurischen Minderheit durch Neubürger aus anderen Teilen Polens ersetzt. 
Der Ort wurde in „Wysokie“ umbenannt.
Von 1975 bis 1998 gehörte Wysokie zur damaligen Woiwodschaft Suwałki, kam dann 1999 zur neu gebildeten Woiwodschaft Ermland-Masuren. Heute ist das Dorf Sitz eines Schulzenamtes und somit eine Ortschaft im Verbund der Landgemeinde Kalinowo.

## Kirche
Bis 1945 war Wyssocken resp. Waltershöhe in die evangelische Kirche Pissanitzen (1926 bis 1945 Ebenfelde, polnisch Pisanica) in der Kirchenprovinz Ostpreußen der Kirche der Altpreußischen Union sowie in die römisch-katholische Kirche St. Andreas Prawdzisken (1934 bis 1945 Reiffenrode, polnisch Prwdziska) im Bistum Ermland eingepfarrt.
Heute gehört Wysokie katholischerseits zur Pfarrei in Pisanica im Bistum Ełk der Römisch-katholischen Kirche in Polen. Die evangelischen Einwohner halten sich zur Kirchengemeinde in der Kreisstadt Ełk (Lyck), einer Filialgemeinde der Pfarrei in Pisz (deutsch Johannisburg) in der Diözese Masuren der Evangelisch-Augsburgischen Kirche in Polen.

## Verkehr
Wysokie liegt verkehrsgünstig an der polnischen Landesstraße 16, die die drei Woiwodschaften Kujawien-Pommern, Ermland-Masuren und Podlachien verbindet. Mehrere kleine Nebenstraßen aus der Umgebung enden in Wysokie. Eine Bahnanbindung besteht nicht.